# کارل گونتر
کارل گونتر (آلمانی: Karl Günther; ۱۵ نوامبر ۱۸۸۵ – ۲۷ ژوئن ۱۹۵۱) بازیگر اهل اتریش بود.
از فیلم‌ها یا برنامه‌های تلویزیونی که وی در آن نقش داشته‌است می‌توان به بادبزن خانم ویندیرمیر و پریمیر اشاره کرد.